# Carl Manchot

Als junger Mann

Im reiferen Alter

Im Kreise der Cholera-Ärzte (1. Reihe an die Brüstung gelehnt)

Carl Manchot (* 30. April 1866 in Wipkingen bei  Zürich; † 9. Juli 1932 in Gryon sur Bec, Vaud, Schweiz) war deutscher Arzt und leitender Oberarzt des Jugendamtes in Hamburg.

## Leben
Er war der Sohn des Hamburger Pastors Carl Hermann Manchot.
Bis zur Mitte des 19. Jahrhunderts war das anatomische Wissen der Chirurgen im makrovaskulären Bereich und vor allem die Stamm- und Hauptgefäße für Muskeln und andere Organe von Interesse. Carl Manchot studierte Medizin in Straßburg und hat sich intensiv mit dem Gefäßsystem des Menschen und der kutanen Gefäßversorgung beschäftigt. Unter Gustav Schwalbe hat er eine Preisarbeit übernommen, die Hautarterien des menschlichen Körpers präparatorisch darzustellen und zu beschreiben. Im Jahre 1889 publizierte er seine anatomischen Untersuchungen über „Hautarterien des menschlichen Körpers“. Sie gelten bis heute als Leitwerk für die plastische Chirurgie und sind bis heute ein Standardwerk geblieben. In den 1930er Jahren wurde das Werk von William D. Morain erneut aufgegriffen, bearbeitet und herausgegeben (The cutaneous arteries of the human body).
Als junger 26-jähriger Arzt war Carl Manchot während der  Choleraepidemie von 1892 im NAK, einem Hamburger Krankenhaus eingesetzt. Die Erlebnisse in dieser Zeit mögen sein Interesse für die Sozialmedizin geweckt haben. Er unterstützte seinen Vater Carl Hermann Manchot in der Gemeindepflege an St. Gertrud. Am Jugendamt erreichte er eine erhebliche Senkung der Säuglingssterblichkeit, besonders der unehelichen Kinder aus sozial schwachen Familien durch ein klug durchdachtes Adoptivprogramm mit anschließender Überwachung („er hat die Kinder den Engelmacherinnen entzogen“).
Carl Manchot war seit dem 26. Februar 1898 mit Emmi Elisabeth Cropp verheiratet und sie hatten 5 gemeinsame Kinder.